# Ledisi

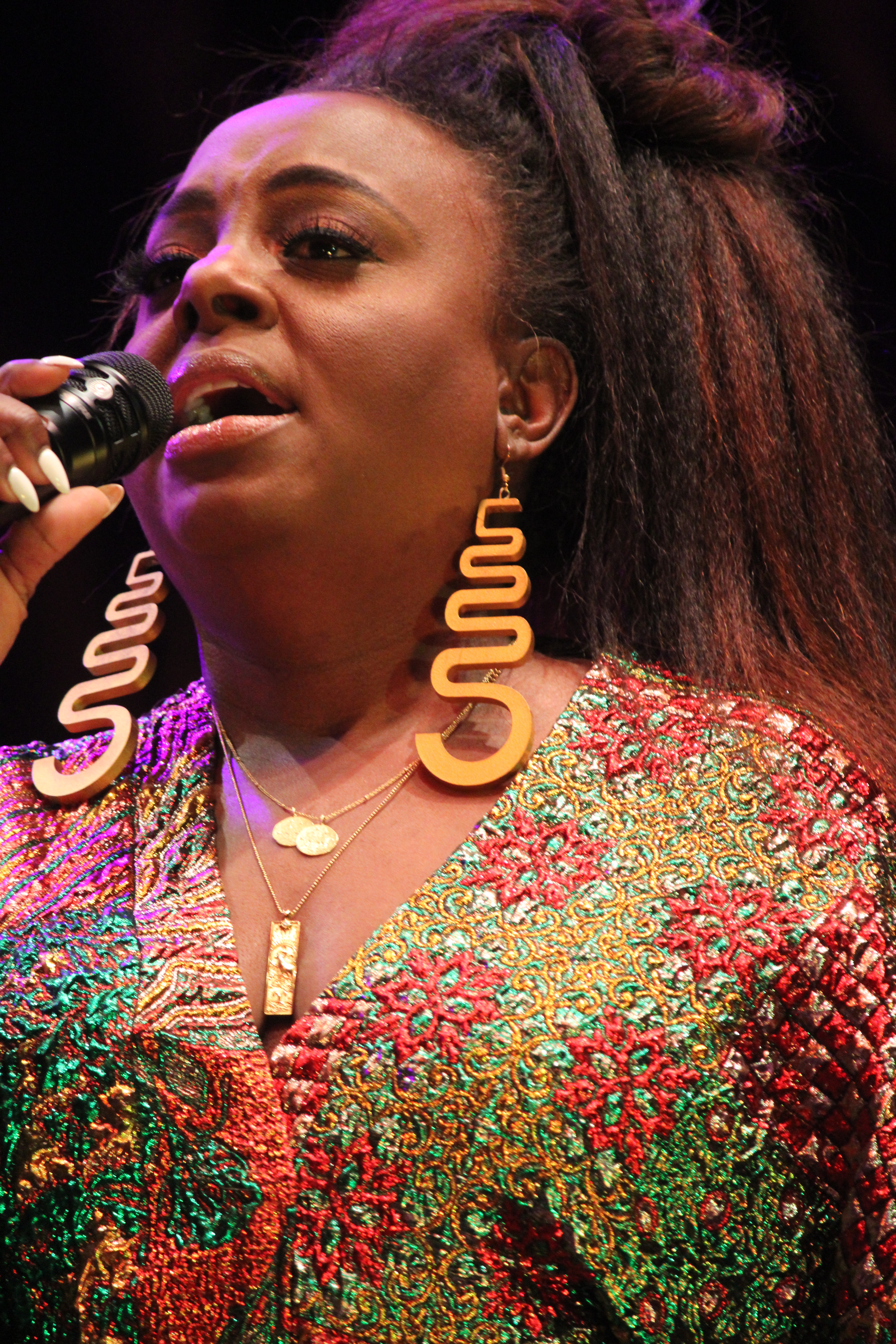
Ledisi (2025)

Ledisi Anibade Young (* 28. März 1972 in New Orleans) ist eine US-amerikanische R&B-Sängerin.

## Biografie
Ledisis Mutter war Sängerin einer R&B-Band in New Orleans und sie selbst sang mit acht Jahren beim New Orleans Symphony Orchestra. Als sie mit ihrer Familie nach Kalifornien zog, schloss sie sich selbst einer Band an und gründete schließlich eine eigene Gruppe. Außerdem sang sie in Musicals und Aufführungen, für die Rolle der Dorothy im Zauberer von Oz wurde sie 1990 für den Shellie Award nominiert.
In den 90ern gründete sie die fünfköpfige Begleitband Anibade, benannt nach ihrem zweiten Vornamen, und erlangte einige Bekanntheit in der Gegend um San Francisco. Als es mit einem Plattenvertrag bei einem großen Label nicht klappte, veröffentlichte sie ihr erstes Album Soulsinger (2000) im Eigenverlag und vermarktete es selbst über das Internet.
Den Durchbruch schaffte Ledisi 2007 mit dem Album Lost & Found. Es erschien bei Verve/Universal und erreichte Platz 10 der US-amerikanischen R&B-Charts. In den Billboard 200 hielt es sich 22 Wochen. Außerdem brachte es mehrere R&B-Hitsongs hervor. Dafür wurde sie bei den Grammy Awards 2008 gleich zweimal, als beste Newcomerin und für das beste R&B-Album, nominiert.
Zwei Jahre später stand sie mit Turn Me Loose dann bereits auf Platz 1 der R&B-Albumcharts und wurde wiederum für das beste Album und mit dem Song Goin' Thru Changes für die beste Darbietung in der Kategorie R&B zweimal für den Grammy nominiert.
Das Nachfolgealbum Pieces of Me erschien 2011. Damit stieg sie in die Top 10 der offiziellen Charts ein und bekam dafür drei Grammy-Nominierungen im Bereich R&B, eine für das Album und zwei für den Titelsong.
2015 wirkte Ledisi auf dem letzten zu Lebzeiten erschienenen Album Hitnrun Phase Two von Prince im Song Big City mit.

## Diskografie

### Alben
| Jahr | Titel Musiklabel Katalog-Nr.                | Höchstplatzierung, Gesamtwochen, AuszeichnungChartplatzierungen (Jahr, Titel, Musiklabel Katalog-Nr., Platzierungen, Wochen, Auszeichnungen, Anmerkungen) | Höchstplatzierung, Gesamtwochen, AuszeichnungChartplatzierungen (Jahr, Titel, Musiklabel Katalog-Nr., Platzierungen, Wochen, Auszeichnungen, Anmerkungen) | Anmerkungen                                                                                                 |
| Jahr | Titel Musiklabel Katalog-Nr.                | US | R&B | Anmerkungen                                                                                                 |
| ---- | ------------------------------------------- | --- | --- | --- |
| 2007 | Lost & Found Verve Forecast 8909            | US78 (22 Wo.)US | R&B10 (78 Wo.)R&B | Erstveröffentlichung: 27. August 2007 Executive Producer: Collin Stanback, Ledisi Young                     |
| 2008 | It’s Christmas Verve Forecast 11796         | — | R&B28 (14 Wo.)R&B | Erstveröffentlichung: 23. September 2008 Executive Producer: Bill Darlington, Bruce Resnikoff, Ledisi Young |
| 2009 | Turn Me Loose Verve Forecast 12677          | US14 (10 Wo.)US | R&B1 (51 Wo.)R&B | Erstveröffentlichung: 18. August 2009 Executive Producer: Bruce Resnikoff, Ledisi Young                     |
| 2011 | Pieces of Me Verve Forecast 15557           | US8 (22 Wo.)US | R&B2 (67 Wo.)R&B | Erstveröffentlichung: 14. Juni 2011 Executive Producer: Bruce Resnikoff, Ledisi Young, Rex Rideout          |
| 2014 | The Truth Verve Records 19827               | US14 (12 Wo.)US | R&B6 (26 Wo.)R&B | Erstveröffentlichung: 11. März 2014 Executive Producer: Ledisi Young, Rex Rideout                           |
| 2015 | The Intimate Truth (EP) Verve Records 22537 | — | R&B26 (2 Wo.)R&B | Erstveröffentlichung: 20. Januar 2015 Executive Producer: Ledisi Young                                      |
| 2017 | Let Love Rule Verve Records 27298           | US100 (1 Wo.)US | — | Erstveröffentlichung: 22. September 2017 Executive Producer: Ledisi Young, Rex Rideout                      |
| 2020 | The Wild Card Listen Back Entertainment     | US—US | — | Erstveröffentlichung: August 28, 2020                                                                       |
| 2021 | Ledisi Sings Nina Listen Back Entertainment | US—US | — | Erstveröffentlichung: July 23, 2021                                                                         |
| 2024 | Good Life Listen Back Entertainment         | US—US | — | Erstveröffentlichung: March 15, 2024                                                                        |

### Singles
| Jahr | Titel Album                      | Höchstplatzierung, Gesamtwochen, AuszeichnungChartplatzierungen (Jahr, Titel, Album, Platzierungen, Wochen, Auszeichnungen, Anmerkungen) | Höchstplatzierung, Gesamtwochen, AuszeichnungChartplatzierungen (Jahr, Titel, Album, Platzierungen, Wochen, Auszeichnungen, Anmerkungen) | Anmerkungen                                                                                               |
| Jahr | Titel Album                      | R&B | Dance | Anmerkungen                                                                                               |
| ---- | -------------------------------- | --- | --- | --- |
| 2007 | Alright Lost & Found             | R&B45 (22 Wo.)R&B | — | Erstveröffentlichung: Juli 2007 Autoren: Ledisi Young, Rex Rideout                                        |
| 2008 | In the Morning Lost & Found      | R&B49 (20 Wo.)R&B | — | Erstveröffentlichung: Februar 2008 Autoren: Ledisi Young, Rex Rideout                                     |
| 2008 | Think of You Lost & Found        | R&B74 (1 Wo.)R&B | — | Erstveröffentlichung: Juli 2008 Autoren: Ledisi Young, Rex Rideout                                        |
| 2008 | Waters of March Encanto          | — | Dance50 (1 Wo.)Dance | Erstveröffentlichung: Juli 2008 Sérgio Mendes feat. Ledisi Autor und Original: Antônio Carlos Jobim, 1972 |
| 2009 | Goin’ Thru Changes Turn Me Loose | R&B43 (20 Wo.)R&B | — | Erstveröffentlichung: Juli 2009 Autoren: Ledisi Young, Rex Rideout                                        |
| 2010 | Higher Than This Turn Me Loose   | R&B63 (15 Wo.)R&B | — | Erstveröffentlichung: Januar 2010 Autoren: James Harris III, Terry Lewis, James Q. Wright, Ledisi Young   |
| 2011 | Pieces of Me                     | R&B19 Gold · (31 Wo.)R&B | — | Erstveröffentlichung: April 2011 Autoren: Charles Harmon, Claude Kelly, Ledisi Young                      |
| 2011 | Stay Together Pieces of Me       | R&B23 (40 Wo.)R&B | — | Erstveröffentlichung: Juni 2011 feat. Jaheim Autoren: Ledisi Young, Rex Rideout                           |
| 2012 | Bravo Pieces of Me               | R&B55 (20 Wo.)R&B | — | Erstveröffentlichung: Februar 2012 Autoren: Claude Kelly, John Webb Jr.                                   |
| 2014 | I Blame You The Truth            | R&B50 (1 Wo.)R&B | — | Erstveröffentlichung: April 2014 Autoren: Charles T. Harmon, Claude Kelly, Ledisi Young                   |

Weitere Singles
- 2002: Feeling Orange but Sometimes Blue
- 2013: Ain’t Gonna Miss U When U’re Gone (Prince feat. Ledisi)
- 2017: Here